# Márió (zenész)
Márió (eredeti nevén Szegvári József) (Sümeg, 1971. június 19. –) magyar zenész.

## Karrier
Tapolcán nevelkedett 2 testvérével együtt. Már 5 évesen elkezdett gyakorolni harmonikán játszani.
Fiatalkorában gyakran tartózkodott külföldön, ahol matróznak, gondolásnak, bárzenésznek, virágárusnak állt. Külföldi útjaira is mindig magával vitte harmonikáját, amivel gyakran játszott és szórakoztatta az embereket utazásai során.
Első lemeze A harmonikás címen jelent meg, amelyen régi slágereket énekel saját feldolgozásban, úgy mint az Amikor a szívem úgy dobog, Elsöpri a szél, a  Emellett egy személyes indíttatású szerzemény is helyet kapott a lemezen, melyet 17 napos korában elhunyt lánya emlékére szerzett.
2002. október 24-én újabb lendületet vett a karrierje. Miután első lemez elsöprő sikert aratott több, mint százezer eladott albummal, ennek hatására egy újabb albumot készített Hol a szerelem? címmel, amelyeken mulatós-slágereket énekel. A számok ezúttal is régebbről ismert darabok voltak, az egyik fő pártofójának, Galambos Lajcsinak Gyöngyvirág c. szerzeménye, illetve a híres külföldi dalokat tartalmazó Világutazó-egyveleg.
2003 őszén új lemezt készített Sárga rózsa címmel. 2004 októberében jelent meg negyedik, Csalogány című albumán 14 trackben 18 dal hallható. A korong utolsó trackjén eddigi ismert slágerei voltak hallhatóak (Amikor a szívem, Elsöpri a szél, Gyöngyvirág, Hol a szerelem?, Sárga rózsa).
Az ezt követő években folyamatosan jelentkezett 1-1 új albummal: Velencei nyár, Érted szól a szerenád, Könnyek nélkül, Válasszunk egy csillagot, Angyalszárnyon.

## Albumok
- A harmonikás (2002)
- Hol a szerelem? (2002)
- Sárga rózsa (2003)
- Csalogány (2004)
- Velencei nyár (2005)
- Érted szól a szerenád (2006)
- Könnyek nélkül (2008)
- Válasszunk egy csillagot (2010)
- Angyalszárnyon (2012)
- Csókod íze (2013)
- Duett album – 15 éves jubileum (2016)
- Örökké szeretlek (2022)

## Válogatások
- Best of Márió (2007)[2]
- Greatest Hits (2014)

## DVD
- Márió – Jubileumi koncert (2007)[3]
- Márió & ISIS Big Band – Karácsony (2015)[4]